# Тайфунник м'якоперий
Тайфу́нник м'якоперий (Pterodroma mollis) — вид буревісникоподібних птахів родини буревісникових (Procellariidae). Мешкає в південній частині Атлантичного, Індійського і Тихого океанів.

## Опис

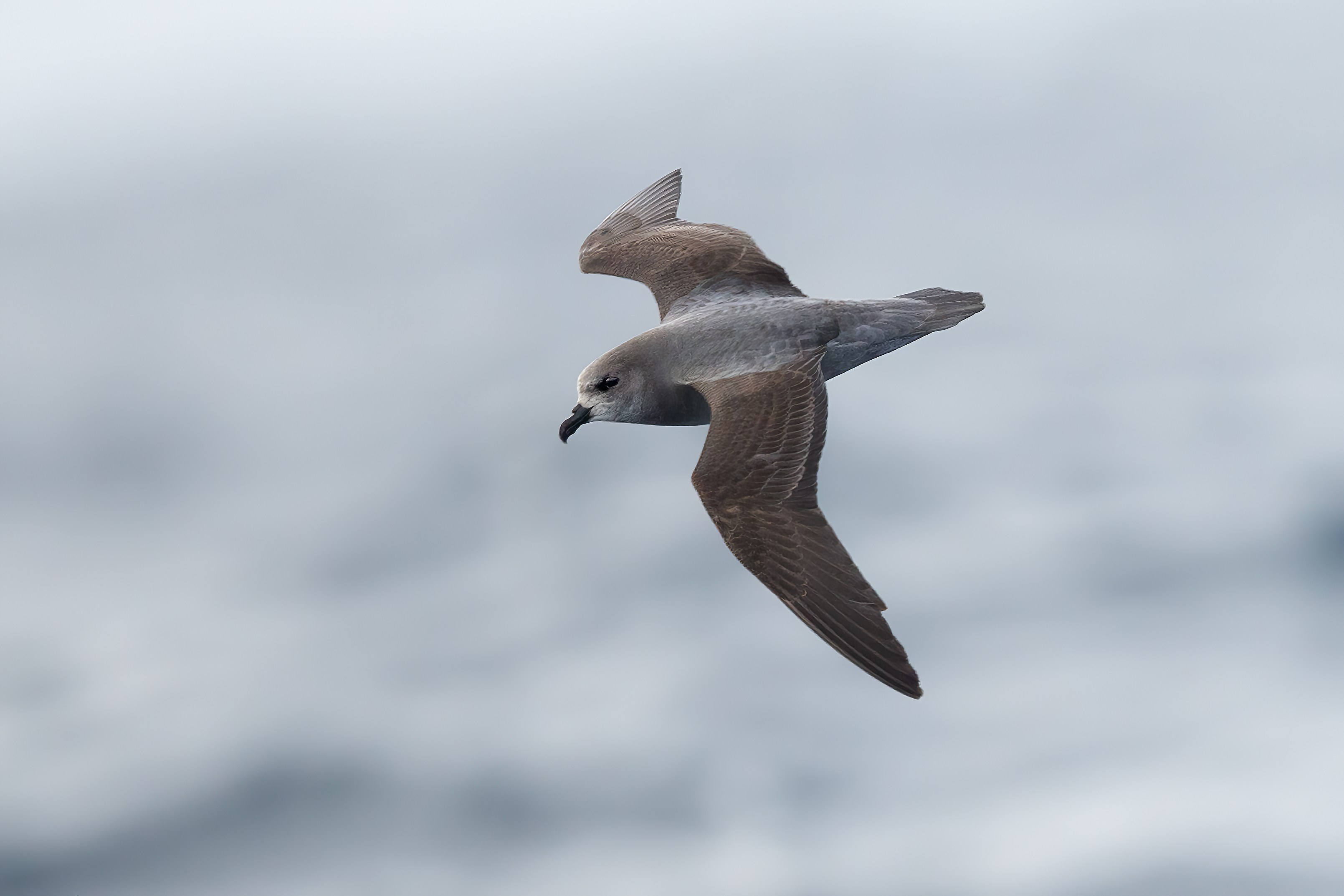
М'якоперий тайфунник (темна морфа)

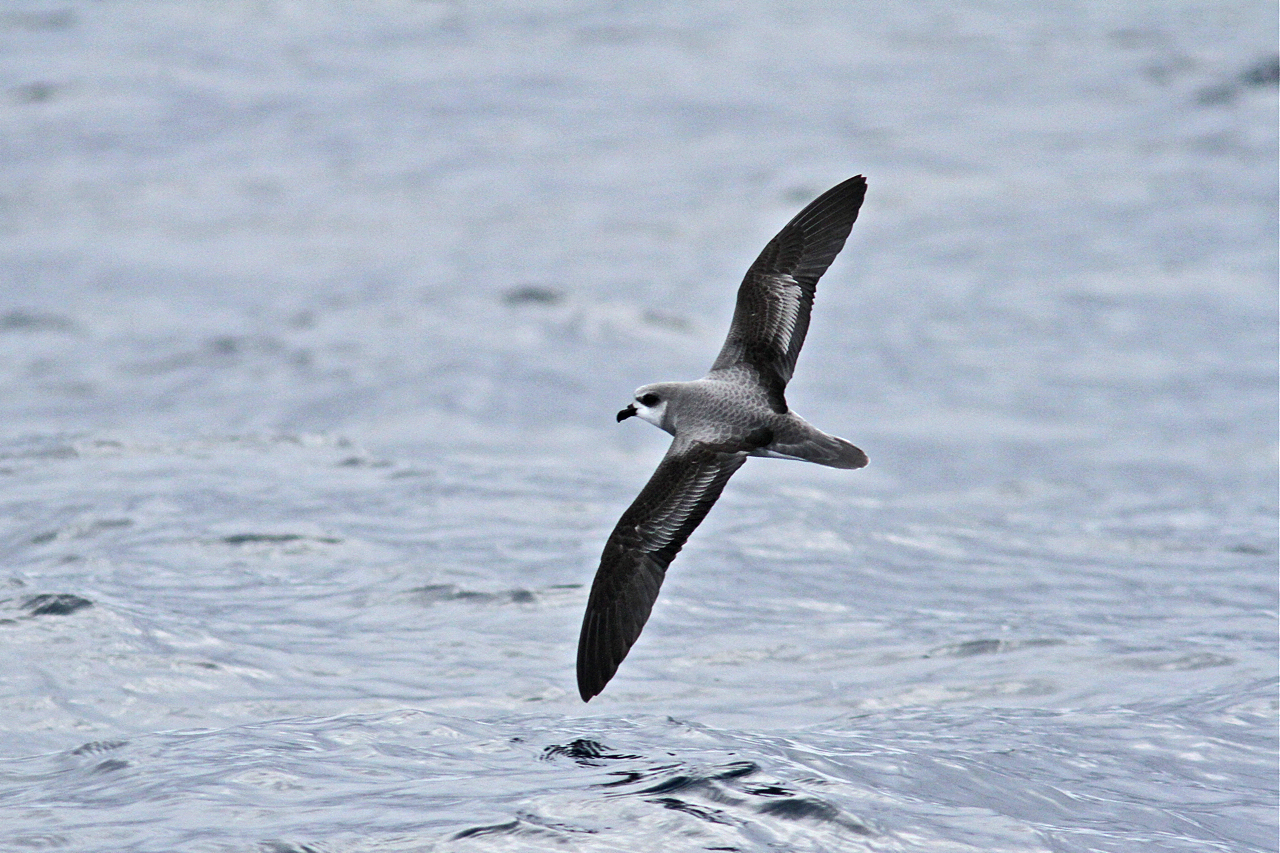
М'якоперий тайфунник

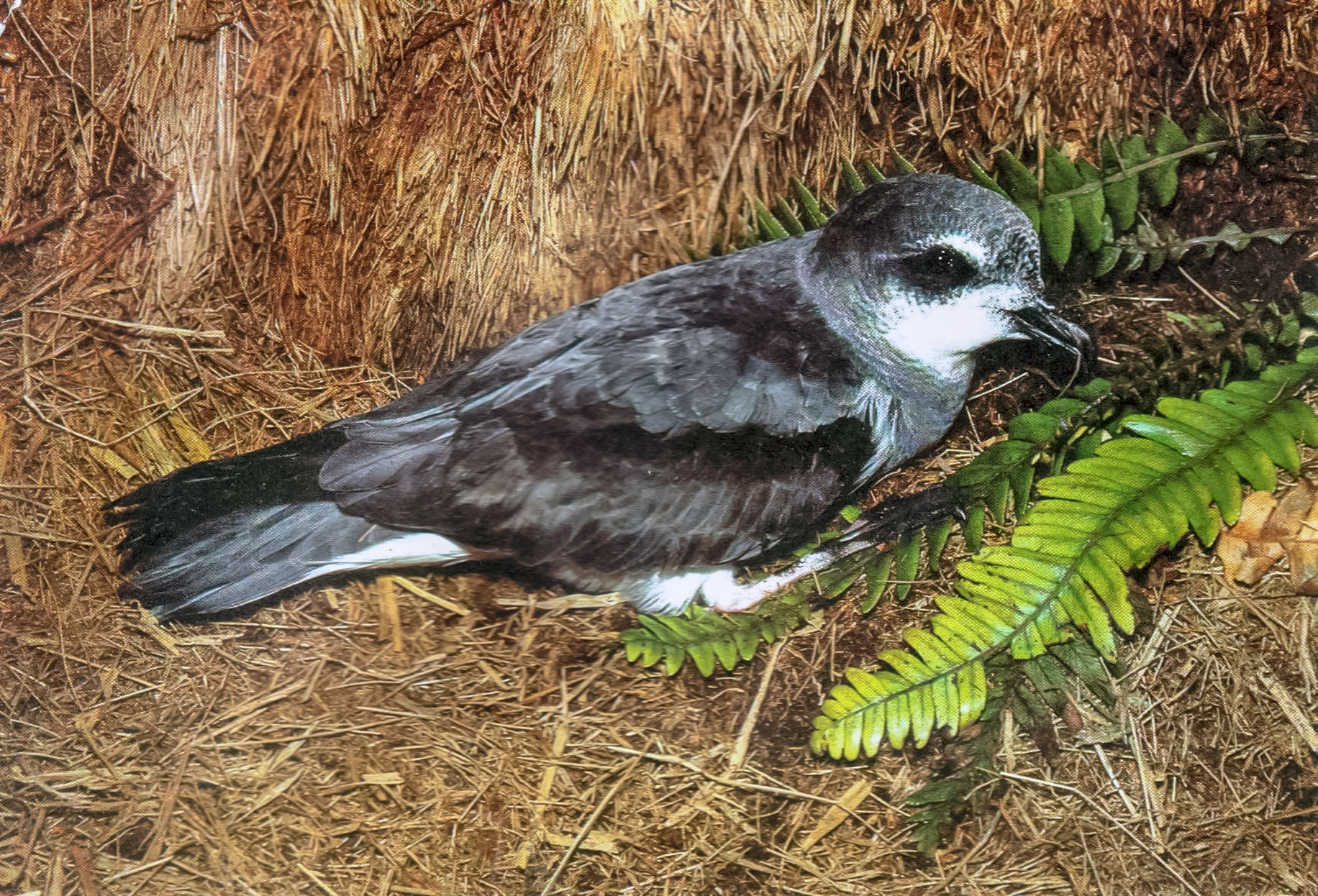
М'якоперий тайфунник

М'якоперий тайфунник — морський птах середнього розміру, середня довжина якого становить 37 см, а розмах крил 95 см. Голова темно-сіра, щоки і горло білі, на лобі і горлі білі плямки, навколо очей темні плями. Верхня частина тіла чорнувато-сіра. Крила вузькі, хвіст загострений, темно-сірий. Нижня частина тіла переважно біла, на ниї з боків помітний сірий "комір", нижня сторона крил темно-сіра. Дзьоб чорний, на кінці гачкуватий, довжиною 27-32 мм. Лапи рожеві, пальці і стопа чорні.

## Поширення і екологія
М'якопері тайфунники гніздяться на островах Південній півкулі, утворюють гніздові колонії на островах Тристан-да-Куньї, Гоф, Крозе, Принс-Едуард, Маккуорі та на островах Антиподів. Під час негніздового періоду вони широко зустрічаються в помірних і субантарктичних водах в південній частині Атлантичного та Індійського океанів та на південному заході Тихого океану, від східного узбережжя Південної Америки на схід до Нової Зеландії.
М'якопері тайфунники ведуть пелагічний спосіб життя, рідко наближуються до суходолу. Вони живляться переважно кальмарами (Gonatus antarcticus, Discoteuthis), а також ракоподібними і рибою. Птахи повертають до гніздової колонії з серпня по жовтень, а гніздування починається у вересні. Гніздяться в норах, в кладці 1 біле яйце. Інкубаційний період триває приблизно 50 днів, пташенята покидають гніздо через 90-92 дні після вилуплення.

## Збереження
МСОП класифікує цей вид як такий, що не потребує особливих заходів зі збереження. За оцінками дослідників, популяція м'якоперих тайфунників становить приблизно 5 мільйонів птахів. Їм загрожує хижацтво з боку інтродукованих хижих ссавців, зокрема кішок і щурів.